# Пустынь Святого Параклита
Пу́стынь Свято́го Духа Пара́клита (Пустынь Святого Духа Утешителя, Параклитова пустынь, скит Параклит) — скит (подворье) Троице-Сергиевой лавры. Располагается в деревне Смена близ Сергиева Посада (в 6 км от лавры).
Основан в 1858 году для «безмолвного уединения некоторых старцев Гефсиманского скита» архимандритом Антонием недалеко от древнего Свято-Никольского монастыря (упразднён в 1562 году). Пустынь и её главный храм посвящены Святому Духу Параклиту (греч. παράκλητος — утешитель).
По уставу Параклитовой пустыни в ней подвизалось 12 монахов и столько же послушников по числу Двенадцати апостолов.
В 1861 году на средства купца Ивана Королёва выстроено старейшее из сохранившихся зданий скита — храм Святого Духа Утешителя (Параклита) с нижним храмом Крестителя Господня Иоанна (архитектор — П. Я. Миронов; по другим сведениям — И. Малышев).
В конце XIX — начале XX века в русском стиле выстроены:
- кирпичная ограда (не сохранилась)
- кирпичная надвратная колокольня — самое высокое сооружение монастыря
- кирпичный двухэтажный корпус в виде угловой башни (1896—1898, архитектор Александр Латков)
- несколько деревянных келий.

После закрытия Троице-Сергиевой лавры (1919) пустынь Святого Параклита некоторое время действовала как самостоятельный монастырь (официально значилась как трудовая артель). В 1927 году в пустыни принял постриг будущий патриарх Московский и Всея Руси Пимен (Извеков). В 1927 году пустынь упразднена. До середины 1960-х годов в храме Святого Параклита размещался сельский клуб.
Пустынь возвращена церкви в 1992 году. Ныне действует как скит и приходской храм Троице-Сергиевой лавры.
В 1999 году были проведены реставрационные работы, реставратор Николай Аввакумов.

## История

### Основание пустыни
Пустынь Святого Параклита (Святого Духа Утешителя) основана в середине XIX века. Эта местность с прилегающим к ней лесом, прежде принадлежала крестьянам Сергиевского посада, а именно слободки Кокуева. Когда же в 1857 году по случаю рождения великого князя Сергея Александровича, император Александр Николаевич, даровал Сергиевой Лавре значительное количество десятин леса, тогда упомянутый лес, как смежный с Лаврским, отдан Лавре, а крестьянам отведён в другом месте.
В то время вблизи Гефсиманских Пещер было положено начало устройству Киновии известным в своё время юродивым Филаретушкой. Со временем решено было от пещер до Киновии проложить дорогу; но там, где должна была пролегать дорога, были раскиданы небольшие деревянные келийки и мазанки, в которых жили пустынники, среди которых был, в частности, Феодот Кольцов. Их безмолвие нарушалось проходящими из пещер в Киновию богомольцами, и другими любопытными посетителями. Тогда отшельники перенесли свои келийки в Скит, а некоторые в пещеры, где и продолжали оставаться в уединении.
Получив высочайшее пожертвование, Наместник Свято-Троицкой Сергиевой Лавры, архимандрит Антоний предложил старцам переселиться на безмолвие в упомянутом лесу, который был удалён на значительное расстояние от всех сообщений, не имел проезжих дорог, и потому представлял все удобства к сохранению пустынного безмолвия. Предложение Наместника некоторыми из них было принято с радостью, и они просили его указать им место, которое бы вполне соответствовало к прохождению безмолвной жизни.
Летом 1858 года Наместник со старцами Иеросхимонахами: Илларионом, Феодотом и Иеромонахом Агапитом отправился в вышеупомянутый лес на поиски места для постановки келий. Первоначально место было выбрано на горе Тарбеевского озера, изстари принадлежащего Лавре. Стали уже готовить лес для келий отшельников, но, долетавшие порой до слуха песни из ближних селений, побудили старцев подвинуться назад, на два километра в глубину новой лесной дачи, Высочайше пожалованной Лавре, на то место, где стоить теперь обитель.
Ближние селения, расположенные от пустыни Св. Параклита на расстоянии в 2,5 километра: с одной стороны — старинная деревня Березники (упоминающаяся в XVI в.), а с другой — село Дерюзино. Последнее дано в Сергиев монастырь при Преподобном Игумене Никоне (ум. 1428) Косьмой Яковлевичем Ворониным под именем Косьминой пустоши, и данная утверждена Великой Княгиней Софьей Витовтовной при преемнике Никона Игумене Савве (1429—1483 гг.). В середине XV века иноки Сергиевой обители основали на этой пустоши монастырек «Никола святый въ Дерюзинѣ», существовавший до 1562 года, обращённый в том году в приходскую церковь.
Чрез 300 лет, по упразднении Никольского монастырька, на почве отшельнической жизни снова возникает другой монастырёк или пустынька Святого Параклита.
На вновь избранном месте старцы назначили места, каждый для своей келии, расстоянием одна от другой «на вержение камня». Вначале построили только три кельи, из которых каждая огорожена была тёсовым забором, и в таком виде они оставались более года; в приезд же Наместника Лавры ради посещения старцев, он привозил с собой палатку, которая некогда принадлежала Митрополиту Платону, которую подарил ему, по преданию, император Павел Петрович.
«Эту палатку раскидывали на томъ мѣстѣ, гдѣ нынѣ церковь, и о. Архимандрит Антоній проводилъ въ ней по нѣскольку дней и ночей. На другой годъ онъ построилъ для себя кельи и при них часовню. В часовнѣ для молитвословій старцы собирались только въ воскресные дни да въ двунадесятые праздники, а въ прочіе дни — утреню, часы с обѣдницею и вечерню, каждый старецъ, съ своим ученикомъ, вычитывали въ келліях; къ литургіи же некоторые изъ нихъ ходили въ Скитъ, гдѣ причащались Св. Таинъ, и къ вечеру возвращались обратно, принося съ собою запасные Св. Дары, которые и хранились въ часовнѣ, и ими причащались какъ сами старцы, такъ и их ученики.»

### Построение церкви
Как видно из письма Наместника Лавры, он желал поставить здесь только три-четыре келии, но без церкви. Но пришло время и Московский почётный гражданин Иван Кириллович Королёв, узнав
«какъ иногда въ жестокіе морозы зимой, и въ дождливую погоду лѣтомъ, старцы, по колѣно въ грязи или снѣгу, бредутъ в Скитъ къ литургіи, возымѣлъ намѣреніе построить для нихъ церковь, и этимъ доставить старцамъ болѣе спокойствія въ их безмолвіи. Желание своё онъ заявилъ покойному Намѣстнику Лавры Архимандриту Антонію, который сперва не соглашался на устройство церкви, указывая на то, что цѣль поселившихся старцевъ была избѣжать посетителей и предаться совершенному безмолвію, а когда у нихъ будетъ церковь тогда уже трудно будет достигнуть сей цѣли. Однако же о. Наместникъ решительного ничего не сказалъ г. Королёву, а обѣщался посоветоваться со старцами, и тогда дать отвѣтъ.»
Когда Наместник Лавры объявил старцам, что «Бог посылает благодетеля, который желает им построить церковь», то они все единодушно изъявили согласие на постройку храма. Это видно из письма Наместника к Ивану Королеву, написанному 28 февраля 1860 года:
«Тебѣ всеблагому промыслителю Господу, безначальному Отцу, собезначальному Сыну, и соприсносущному Духу, Святому Параклиту, буди благодарение, честь и слава и поклоненіе, ныне и присно и во веки вековъ. Аминь.

Земно кланяюся благочестию твоему христіанскому, Иванъ Кирилловичъ!

Вы слышали от меня, что я сбирался въ пустынные кельи къ старцамъ, послѣ бесѣды моей съ Вами. Отслушавъ вечерню, я поѣхалъ въ пустынные кельи. На другой день, я собралъ старцевъ: іеросхимонаховъ: Иларіона, Илію, Феодота, іеромонаховъ: Агапита и Никандра и двухъ монаховъ, живущихъ здесь по кельям, всего числом седмь. Не прикладываю к безприкладному, но число седмь, есть число даровъ Святого Духа. И сему числу, седми лицамъ, пяти изъ нихъ Божіим служителямъ (священноинокам) и двумъ монахамъ, объявилъ я Ваше желаніе: создать церковь каменную и съ келиями, дабы совершалась безкровная служба въ оной пустынѣ, и старцы не затруднялись бы въ причастіи Тела и Крови Христовой, но даже и то, что Боголюбивая душа Ваша не только желаетъ построить, но и обезпечить святую церковь содержаніемъ. Не могу описать Вам, какую я увиделъ общую радость! Какое благодареніе Промыслителю Господу и Пресвятой Его Матери всѣ съ сердечнымъ умилениемъ вознесли о Вас молитву, какъ объ избранномъ орудіи Божиемъ о ихъ промышленіи! Послѣ сего мы собрались въ часовню помолиться единодушно — обще. Прочли акафистъ Богоматери и молитвы: Господу Іисусу Христу, Преподобному Сергію и Святому Духу Параклиту, и по молитвѣ положили назвать мѣсто оное во имя Святого Духа, Пустынь Параклита, то есть обиталище Духа Святого Утѣшителя. Послѣ всего сего я беру перо и бесѣдую съ Вами, какъ Промысломъ Божіимъ избраннымъ орудіемъ.

Быть можетъ, я Васъ оскорбилъ моимъ несогласіемъ на дело сіе, то Бога ради простите меня; но теперь, когда я видѣлъ согласіе и радость Боголюбивыхъ старцевъ, я уже моё мненіе приложилъ къ ихъ желанію, и смиренно прошу Вас, утвердите Богом внушённое Вам желание о построении церкви в пустыни св. Параклита и о прочемъ, и буди эта Ваша милость во вѣки вѣковъ о Васъ и о всёмъ роде Вашемъ.

Теперь надобно будетъ мнѣ обратиться къ отцу нашему Владыкѣ, я грѣшный недостоинъ, но смиренно вѣрую — Тотъ, Кто въ Ваше вложилъ сердце сдѣлать, тойже Господь вложить въ сердце святого нашего Владыки, благословить устроить церковь, и её строителя, Васъ благодѣтеля.

Какъ пустынь приняла наименованіе Параклита, то и храму должно быть во имя Всесвятого Духа Утѣшителя и Освятителя.

Какой я получу отвѣтъ отъ Его Высокопреосвященства, Васъ извѣщу тотчасъ по полученіи оного. Желаніе Ваше и дѣло, себя и всѣхъ собранныхъ на семъ мѣстѣ, предаю воли Всеблагаго Господа.

Вашъ покорный слуга и смиренный Вогомолецъ, Лавры Намѣстникъ Архимандритъ Антоній.»
Получивши от И. К. Королёва подтверждение своего намерения построить церковь, наместник Лавры написал 27 февраля 1860 года митрополиту Филарету письмо:
«Ваше Высокопреосвященство, милостивѣйшій Архипастырь и отецъ благодѣтель!

Господь премудрый и долготерпеливый, молитвъ ради отеческихъ, сохраняетъ обители въ мирѣ и благополучіи.

Милостиво и долготерпѣливо, отецъ нашъ, выслушай, и да исполнитъ тя исполняяй Своим промысломъ Господь, вѣдѣніем воли Его святой, и да помилуеши насъ рабовъ твоихъ, благою волею твоею.

В воскресенье сего 27 февраля, пришелъ ко мнѣ Московскій купецъ Иванъ Кирилловичъ Королёвъ (до этого я его не зналъ), и вотъ с чего началъ онъ мнѣ говорить: у васъ есть отшельники въ пустынныхъ кельяхъ и у нихъ нѣтъ церкви. Я ему замѣтилъ, что у нихъ есть часовня, удовлетворяющая ихъ молитвенному собранію, а желающіе пріобщаться Святыхъ Таинъ ходятъ въ Скитъ. Но онъ изъявилъ мнѣ своё желаніе устроить каменную церковь, и при ней нѣсколько келій, и при помощи Божіей даже обезпечить ея содержашемъ на будущее время.

Когда я ему сказалъ, что у меня мысли не было построить церковь, боясь, чтобы не войти в большую молву; к церкви пожалуй удобнѣе повлекутся посѣтители, чрезъ что будетъ нарушено безмолвіе.— Обнесёмъ оградой, говоритъ онъ, и если въ Скиту воспрещенъ входъ женщинамъ, то здесь воспретить входъ всѣмъ мірскимъ,— мужчинамъ и женщинамъ. Когда же я предложил старцам желаніе г. Королёва, то старцы возрадовались, воздали благодареніе Господу о благословеніи, говоря: сколько заботъ употребляютъ иные и молвы въ достиженіи устроенія храма Божия, а намъ нимало немолящимъ и незаботившимся Господь промысломъ Своим даётъ и храмъ для приношенія безкровной жертвы.

Святая церковь есть матерь наша, мы ея чада, и въ житіи и по смерти мы останемся подъ ея крилами, и не просто останутся тѣла наши в полѣ. Итакъ сказали они: Батюшка, объясните отцу нашему Владыкѣ, этотъ неожиданный промыслъ Божій, и повергните наше смиренное прошеніе о благословеніи, исполнить вызванному промыслом Божіим благодѣтелю, устроить церковь, и обеспечить оную содержаніем.

Безмолвно и смиренно стою на колѣнах предъ святымъ отеческимъ лицемъ Вашимъ. Скажите благословеніе Ваше рабу Божію Іоанну Королёву, чтобы онъ исполнилъ благожеланіе своё, устроилъ каменный храмъ, и обеспечилъ бы его содержаніемъ на имя Лавры.

Буду ждать, что речётъ Вами намъ Господь; да произнесутъ уста Ваши миръ и благословеніе Израилю Вашему здѣсь собранному.»
17-го марта сего же года, от Митрополита Филарета последовала резолюция:
«Господь да пріиметъ добровольную жертву, и да благословитъ созаданіе храма во славу Пресвятаго Утешителя Духа, да будетъ храмъ сей крѣпость и утѣшеніе пустынножительствующимъ.»

Получив разрешение, Иван Королёв в течение года построил каменную церковь. Кроме средств, необходимых для строительства и украшения церкви он ежегодно выдавал на церковные потребности по 800 рублей серебром.
За свою жизнь Иван Кириллович построил семь храмов. Седьмая построенная им церковь — Святого Параклита в Общежительной пустыни Святого Параклита. В этой обители Иван Кириллович проводил Великий и Успенский посты. Сохранились его слова: «здѣсь въ святой обители, я совершенно отдыхаю душёю и уѣзжаю изъ ея мирныхъ стѣнъ обновлённымъ и укрѣплённымъ духомъ, всегда вынося приятное впечатлѣніе». В нижнем храме Иоанна Крестителя Иван Кириллович устроил для себя и своей жены место захоронения, где в 1864 году была похоронена его супруга Екатерина. Скончался Иван Кириллович Королёв 29 ноября 1879 году, на 78 году от рождения.
«Чрезъ пять дней погребальная колесница привезла останки почившаго в пустынь на вѣчный покой; здѣсь 3-го декабря Намѣстникомъ Лавры Архимандритомъ Леонидомъ, въ сослуженіи пустынной братіи, соборнѣ совершена была литургія, и гробъ почившаго опущенъ въ склепъ внутри храма и поставленъ рядомъ съ гробомъ супруги его Екатерины, умершей въ 1864 г.»